# Акре
Акре (порт. Estado do Acre) је бивша независна држава, а сада држава Бразила, која се налази у западном делу земље. Граничи се на северу са Амазонасом, на истоку са Рондонијом, на југу са Боливијом и на западу са Перуом.

## Географија
Акре је углавном окружена џунглама Амазона. Ова држава је позната по производњи и извозу гуме. Река Акре тече дуж јужне границе државе и прави природну границу са Боливијом.

## Клима
Акре има типично екваторијалну климу, без сувих месеци. Тропске шуме су природна вегетација у овој области.

## Историја
Територија коју данас обухвата ова држава припала је Боливији, Уговором из Ајакуча 1867. године, иако су Бразилци чинили 99% становништва. Крајем 1899. и почетком 1900. шпански новинар и бивши дипломата Луис Галвез Родригез де Ариа предводио је једну експедицију у овај крај, чија је намера била да припоје Акре Бразилу. Експедицију је тајно финансирала владе покрајине Амазонас. У јулу 1899. Галвез се прогласио за председника Републике Акре. Ова самопрокламована држава трајале је до марта 1900. када је бразилска влада послала војску да ухапсе Галвеза а Акре врате Боливији. Друга Република Акре трајала је од новембра 1900. до 24. децембра 1900. Жозе Пласидо де Кастро предводио је треће успостављање независне Републике Акре 1903. Уговором из Петрополиса, 11. новембра 1903, Акре је припала Бразилу у замену за територију у области Мато Гросо, два милиона фунти и обавезу Бразила да Боливији изгради пругу којом би ова добила излаз у свет.

## Демографија
Према статистичким подацима држава Акре има око 664.000 становника, што је 4.5 ст/км². Према расном пореклу има око 66,5% тзв. браон (две расе), око 26% белаца, 6,8% црнаца и око 0,7 азијата и Индијанаца.

## Економија
Услужни сектор обухвата 66% БДП, индустријски сектор 28%, а пољопривреда 5,9%. Акре извози: дрво, живину и прерађевине од дрва.

## Образовање
Португалски језик је званични и примарни језик у школама, иако све школе имају обевезне енглески и шпански језик.
Најпознатије образовне институције су: Универзитет Акре и Факултет Западног Амазона.

## Саобраћај
Акре поседује међународни аеродром који се налази у главном и највећем граду Рио Бранко који је отворен 1999.

## Галерија
- Рио Бранко.
- Аеродром Рио Бранко.